# Густав Шлегель
Густав «Густі» Шлегель (нім. Gustav Schlegel, 22 вересня 1912 — 11 січня 1940, Цюрих) — швейцарський футболіст, що грав на позиції воротаря. Виступав, зокрема, за клуб «Янг Фелловз», а також національну збірну Швейцарії.

## Клубна кар'єра
Грав у складі клубів «Блю Старз» (Цюрих) і «Лугано».
В 1934 році перейшов у «Янг Фелловз Цюрих», що виступав у вищому дивізіоні чемпіонату Швейцарії. Грав за клуб у найкращому сезоні в його історії 1935-36. «Янг Фелловз» став другим у чемпіонаті, а також виграв Кубок Швейцарії. У півфіналі клуб з Цюриха переміг «Янг Бойз» з рахунком 4:1, а у фіналі обіграв «Серветт» — 2:0.
Влітку 1936 року брав участь в Кубку Мітропи. Швейцарські клуби вперше отримали запрошення виступити в турнірі, розпочинали свій шлях в кваліфікаційному раунді і всі четверо представників не змогли пройти далі. «Янг Фелловз» зустрічався з угорським клубом «Фебуш» і без шансів двічі програв 0:3 і 2:6.
В сезоні 1936-37 став бронзовим призером чемпіонату Швейцарії. Влітку 1937 року «Янг Фелловз» знову брав участь у Кубку Мітропи. Команда одразу ж вилетіла в 1/8 фіналу, але змогла нав'язати боротьбу більш статусній австрійській «Вієнні» (1:2, 1:0 і 0:2). Шлегель грав лише у першому віденському матчі, в якому «Янг Фелловз» вів у рахунку, але все-таки програв 1:2.
В 1937 році на один сезон перейшов у французький клуб «Гавр», після чого повернувся в «Янг Фелловз».
11 січня 1940 року раптово помер від правця у віці 27 років. Заразився в результаті пошкодження коліна в товариському матчі між «Янг Фелловз» та «Грассгоппером», що відбувся 1 січня.

## Виступи за збірну
Дебютував у складі національної збірної Швейцарії в 1931 році, коли вийшов на заміну замість Франка Сешеайа в товариському матчі проти Бельгії (1:2). Після цього деякий час у збірну не викликався, а другий матч провів у 1935 році і більш-менш регулярно грав до 1939 року. Загалом провів десять поєдинків.

## Статистика виступів

### Статистика виступів в чемпіонаті
Виступи у вищому дивізіоні чемпіонату Швейцарії починаючи з сезону 1933/34.
| Сезон   | Клуб        | Ліга                | Матчі | Голи |
| ------- | ----------- | ------------------- | ----- | ---- |
| 1933/34 | Лугано      | Чемпіонат Швейцарії | 7     | 0    |
| 1934/35 | Янг Фелловз | Чемпіонат Швейцарії | 26    | 0    |
| 1935/36 | Янг Фелловз | Чемпіонат Швейцарії | 26    | 0    |
| 1936/37 | Янг Фелловз | Чемпіонат Швейцарії | 22    | 0    |
| 1938/39 | Янг Фелловз | Чемпіонат Швейцарії | 21    | 0    |
| 1939/40 | Янг Фелловз | Чемпіонат Швейцарії | 7     | 0    |
| РАЗОМ   |             |                     | 106   | 0    |

### Статистика виступів у Кубку Мітропи
| №                      | Розіграш               | Стадія                 | Дата та місце проведення | Команда 1              | Рахунок | Команда 2   | Голи |
| ---------------------- | ---------------------- | ---------------------- | ------------------------ | ---------------------- | ------- | ----------- | ---- |
| 1                      | 1936                   | кв. раунд              | 07.06.1936 Цюрих         | Янг Фелловз            | 0:3     | Фебуш       | -3   |
| 2                      | 1936                   | кв. раунд              | 14.06.1936 Будапешт      | Фебуш                  | 6:2     | Янг Фелловз | -6   |
| 3                      | 1937                   | 1/8                    | 13.06.1937 Відень        | Ферст Вієнна           | 2:1     | Янг Фелловз | -2   |
| Всього в Кубку Мітропи | Всього в Кубку Мітропи | Всього в Кубку Мітропи | Всього в Кубку Мітропи   | Всього в Кубку Мітропи | 3       |             | -11  |

## Титули і досягнення
- Срібний призер чемпіонату Швейцарії (1):

«Янг Фелловз»: 1935-1936
- Бронзовий призер чемпіонату Швейцарії (1):

«Янг Фелловз»: 1936-1937
- Володар Кубка Швейцарії (1):

«Янг Фелловз»: 1935-1936